# 年乃索麻古城
年乃索麻古城，位于中国青海省刚察县泉吉乡乃索麻村，为青海省市县级文物保护单位，公布日期为1987年7月10日，类型为古遗址。
年乃索麻古城的历史年代为待定。